# Werner Bulst
Werner Bulst SJ (* 9. Oktober 1913 in Berlin; † 20. Dezember 1995 in Darmstadt) war ein deutscher Jesuit und Theologe.

## Leben
Werner Bulst trat unmittelbar nach dem Abitur am Luisengymnasium Berlin 1932 in Mittelsteine im Landkreis Glatz in die Gesellschaft Jesu ein und empfing 1942 in Mainz durch Bischof Albert Stohr das Sakrament der Priesterweihe. Er studierte in München, Breslau, Frankfurt am Main und Rom Theologie und wurde 1951 mit einer bibeltheologischen Arbeit an der Päpstlichen Universität Gregoriana promoviert. Von 1952 bis 1963 war er Professor für Neutestamentliche Exegese und Fundamentaltheologie an der Theologischen Fakultät der Philosophisch-Theologischen Hochschule Sankt Georgen in Frankfurt am Main, anschließend Lehrbeauftragter für Katholische Theologie und Studentenseelsorger an der Technischen Hochschule Darmstadt, sowie Leiter des Katholischen Bildungszentrums Darmstadt.
Bulst veröffentlichte zahlreiche wissenschaftliche Publikationen in Büchern und Zeitschriften, die teils mehrfach in fremde Sprachen übersetzt wurden. Seit 1947 war er an den Forschungen zum Turiner Grabtuch beteiligt und hat darüber eine Reihe von Abhandlungen zu Einzelfragen verfasst.

## Schriften (Auswahl)
- Wir beten an. Eucharistische Andachten für das Kirchenjahr", Butzon & Bercker, Kevelaer 1950 (letztmals 1994 in 17. Auflage veröffentlicht).
- Israel als "signum elevatum in nationes". Die Idee vom Zeichencharakter Israels in den Schriften des Alten Testamentes in Analogie zum Zeichencharakter der Kirche, Innsbruck 1952 (zugleich Dissertation an der Theologischen Fakultät, Universität Gregoriana, Rom 1951).
- Das Grabtuch von Turin. Forschungsberichte und Untersuchungen", Knecht, Frankfurt am Main 1955.
- Vernünftiger Glaube. Die geschichtlichen Grundlagen des Glaubens an Christus, Morus, Berlin 1957. (vorher als Sendereihe in Radio Vatikan)
- Offenbarung – Biblischer und theologischer Begriff, Patmos, Düsseldorf 1960.
- Kirchlicher Gehorsam und intellektuelle Redlichkeit, Katholisches Bildungswerk der Erzdiözese Wien, Wien 1969. (anlässlich der Enzyklika Humanae Vitae)
- Das Grabtuch von Turin. Zugang zum historischen Jesus? Der neue Stand der Forschung, Badenia, Karlsruhe 1978.
- mit Heinrich Pfeiffer: Das Turiner Grabtuch und das Christusbild, Bd. 1: Das Grabtuch, Forschungsberichte und Untersuchungen, Frankfurt/Main 1987.
- Betrug am Turiner Grabtuch. Der manipulierte Carbontest, Knecht, Frankfurt am Main 1990
- mit Heinrich Pfeiffer: Das Turiner Grabtuch und das Christusbild, Bd. 2: Das Grabtuch, der Schleier von Manoppello und ihre Wirkungsgeschichte in der Kunst, Knecht, Frankfurt/Main 1991.